# Cráteres de Río Cuarto

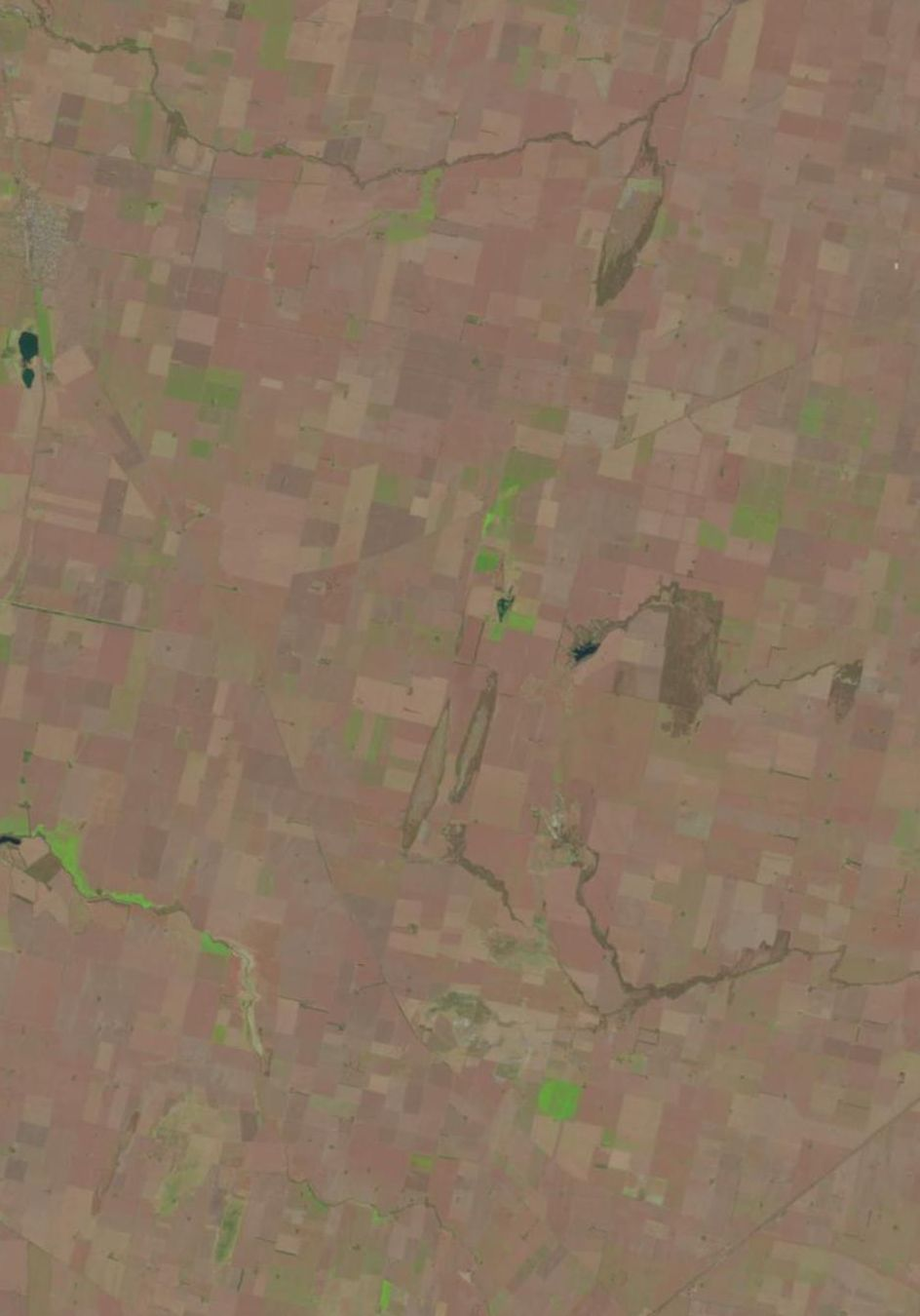
Cráteres de Río Cuarto

Los cráteres de Río Cuarto son un conjunto de depresiones alargadas ubicadas en el centrosur de la provincia argentina de Córdoba, hacia los 32°52′S 64°14′O / -32.867, -64.233, esto es, en las proximidades de la ciudad de Río Cuarto.
Respecto a estos cráteres se mantiene aún (diciembre de 2006) alguna controversia en relación con su origen, aunque con casi plena certeza se considera que son de origen meteorítico astroblema, mantenidos despejados por efecto eólico.

## Descubrimiento
Estas depresiones ubicadas principalmente en los campos llamados La Albertina unos 40 km al NE (-32.881, -64.226) de la ciudad de Río Cuarto eran conocidas desde hace mucho tiempo, aunque tomaron cierta relevancia para la comunidad científica internacional a partir del año 1990 cuando Rubén Lianza un capitán de la Fuerza Aérea Argentina y astrónomo aficionado presentó un reporte astronómico en el cual se hace mención de depresiones tipo cráter alargado en las cercanías de la ciudad cordobesa de Río Cuarto. Tales depresiones son muy semejantes a los cráteres producidos en los laboratorios cuando se simulan impactos de aerolitos con ángulos muy agudos ( casi tangenciales a la superficie a impactar ). Tales tipos de cráteres se encuentran con bastante frecuencia en astros como la Luna terráquea, Marte y Venus pero no se habían visto con tal claridad en la actual superficie terrestre. 
Muestras de material obtenidas en el fondo de las depresiones riocuartenses indican la presencia de materiales impactados, habiéndose encontrado guijarros y esquirlas evidentemente meteoríticas.

Se han hallado una decena de tales singulares cráteres, cuatro de ellos de notables dimensiones. Uno de los cráteres, llamado por su forma "La Gota" tiene aproximadamente 200 metros de anchura y 600 m de longitud. Dos cráteres más amplios, "El Gemelo Oriental" y "El Gemelo Occidental" tienen ambos un ancho aproximado de 700 m y 3,5 km de longitud; se encuentran ubicados a 5 km de "La Gota". Otro cráter importante llamado "Cuenca Norteña" es aproximadamente la mitad de grande que cada uno de los Gemelos y se encuentra ubicado a unos 11 km al sudeste de los Gemelos. El eje longitudinal de todos estos cráteres apunta hacia el noreste.

## Origen
Se supone que para formar estos cráteres se ha producido un impacto casi rasante de uno o más meteoritos.
Cuando un meteorito impacta con un ángulo de 45° o más grados angulares, los cráteres tienden a ser circulares, en cambio en los de Río Cuarto se nota una singularidad.
El impacto rasante ha formado aquí cráteres pronunciadamente elípticos (bastante más que los ubicados en el Campo del Cielo) y con una importante diseminación de guijarros y derrubios. Tal impacto con ángulo muy agudo ha sido comprobado con simulaciones efectuadas mediante disparos de municiones y simulación computarizada.
En tales impactos el objeto que impacta puede arrojar alrededor trozos cortos y gruesos ("chunks") de él mismo.
El modelo computarizado del evento de Río Cuarto sugiere que el objeto impactó con un ángulo inferior a los 15 grados sexagesimales respecto a la superficie terrestre; de tal modo la energía liberada habría sido 30 veces superior a la del célebre evento de Tunguska.
Aunque la edad de estos cráteres aún en el 2006 no está bien precisada, es probable que se produjeran a comienzos del Holoceno, aunque se han propuesto dataciones anteriores.

## Efectos
El meteorito habría provenido (una vez ingresado a la atmósfera terrestre) desde el noreste y su brillo habría provocado una luminosidad semejante a la del sol al mediodía, el objeto que formó el cráter llamado "Cuenca Norteña" habría creado una "montaña de fuego" de aproximadamente 10 kilómetros de ancho y 50 km de longitud, así como esparcido grandes fragmentos de los cuales habrían surgido los otros cráteres. Tal bólido habría calcinado toda forma de vida varios kilómetros alrededor de la explosión y dejado un rastro parabólico de derrubios característico de los impactos de ángulo muy agudo.
Se considera que el aerolito fue un asteroide del tipo condrítico carbonaceo, esto es, mayormente constituido por carbono y pareciéndose por esto a algo así como un gigantesco trozo de carbón.
Tal objeto generó probablemente nubes tóxicas de monóxido de carbono que mataron a la vida orgánica superior en las áreas periféricas al estallido; al monóxido de carbono se habrían sumado altas concentraciones de óxido nítrico creado por la ionización del carbono al ingresar el meteorito en la atmósfera. por estas causas, tal impacto, con altísimas probabilidades, creó un breve momento de cambio climático global.
Otra singularidad de estos cráteres es su persistencia, la misma se explica al efecto "limpiador" de los vientos que se desplazan libremente por la región pampeana.